# 利曼西克 (巴甫洛格勒區)
48°31′49″N 35°34′59″E / 48.53028°N 35.58306°E
利曼斯凱（烏克蘭語：Лиманське），是烏克蘭中部的村落，隸屬第聶伯羅彼得羅夫斯克州的巴甫洛赫拉德區。該村處於別列茲涅古瓦塔河右岸，分別距離馬克西米夫卡1.5公里和新亞歷山德里夫斯凱 5.5公里，海拔高度112米。